# Satnami
Satnami désigne un croyant qui vénère le nom de dieu sous sa forme de Satnam. Plusieurs courants, plusieurs sectes depuis des siècles ont porté ce nom sur le sous-continent indien. Néanmoins dans le sikhisme, le mot Satnam est inclus dans le Livre saint, le Guru Granth Sahib, et ainsi Satnami désigne tout sikh pratiquant.